# Regno di Maria I del Portogallo
Il Regno di Maria I del Portogallo è quel periodo della storia del Portogallo che va dal 1777 al 1799, cioè dalla morte di Giuseppe I del Portogallo, padre di Maria, all'ascesa al trono di Giovanni VI del Portogallo.

## Morte di Giuseppe I del Portogallo

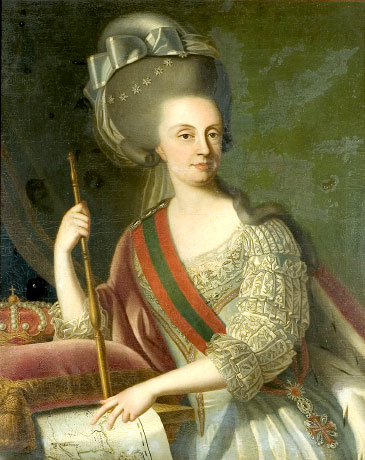
Maria I del Portogallo

La morte di Giuseppe I causò l'ascesa al trono dell'infanta Maria Francisca, diventando la prima regina del Portogallo. Nel 1777 il Portogallo era ancora scosso dal Terremoto di Lisbona del 1755 e si trovava in piena decadenza politica ed economica. Il marchese di Pombal, braccio destro del padre, stava governando con il paese da ben 27 anni. Durante gli ultimi anni di vita del padre, Maria fu una fiera avversaria di Pombal, tanto che, appena coronata, lo fece destituire e lo esiliò a Pombal.

## Abbandono delle riforme pombaline
Nonostante avesse cacciato Pombal dal governo, la regina mantenne in carica gli altri ministri e restaurò la maggior parte dei privilegi del clero e della nobiltà, mentre i prigionieri politici perseguiti da Pombal vennero rilasciati. L'economia venne riorganizzata e i monopoli voluti da Pombal furono abbandonati, ma la contingenza internazionale favorì l'economia portoghese, tanto che la bilancia commerciale tornò positiva. Sebbene caratterizzato da una certa instabilità politica, fu un periodo di importanti innovazioni culturali, tra cui la costruzione del Palazzo di Ajuda, il Teatro di San Carlo, la Basilica di Estrela e l'immenso Convento di Santa Chiara a Vila do Conde.

## Il Portogallo di fronte allo scoppio della Rivoluzione Francese
Dopo lo scoppio della Rivoluzione francese, in un'operazione congiunta insieme alla Spagna, il Portogallo mandò un piccolo contingente nei Pirenei (1794), ma l'operazione non andò a buon fine e la Spagna firmò una pace separata con la Francia. Intanto l'opinione delle classi dirigenti portoghesi si stava dividendo: da una parte si voleva continuare a combattere la Francia in nome dell'antica alleanza con la Gran Bretagna, dall'altra parte gli intellettuali progressisti credevano che la Francia avrebbe portato anche in Portogallo la rivoluzione.
Proprio in questo periodo Maria diede i primi segni di instabilità mentale e, dopo non essere più stata capace di governare gli affari di stato, passò la reggenza al figlio Giovanni VI.